# Manseriche (distrito)
O Distrito peruano de Manseriche é um dos seis distritos que formam a Província de Datem del Marañón, situada no Departamento de Loreto, pertencente a Região Loreto, Peru.

## Transporte
O distrito de Manseriche é servido pela seguinte rodovia:
- LO-109, que liga o distrito à cidade de Nauta
- LO-100, que liga o distrito à cidade de Alto Nanay
- PE-5NC, que liga a cidade ao distrito de Jaén (Região de Cajamarca) [1][2][3]